# Einar Liberg
Einar Liberg (* 16. Oktober 1873 in Elverum, Hedmark; † 11. September 1955 in Oslo) war ein norwegischer Sportschütze.
Liberg gewann bei den Olympischen Spielen 1908 in London mit der norwegischen Mannschaft die Goldmedaille im Wettbewerb Freies Gewehr Dreistellungskampf Mannschaft. Im Wettbewerb Armeegewehr Mannschaft nahm er auch teil, konnte aber nur den sechsten Platz belegen.
In Stockholm 1912 gewann er im Wettbewerb Freies Gewehr Mannschaft die Silbermedaille und 1920 in Antwerpen im Wettbewerb Laufender Hirsch Einzelschuß Mannschaft ebenfalls Gold. Im Wettbewerb Laufender Hirsch Doppelschuß gewann er zudem noch die Bronze- und im selben Wettbewerb mit der Mannschaft die Goldmedaille.
In Paris 1924 nahm er ebenfalls an der Olympiade teil und gewann mit der Mannschaft im Wettbewerb Laufender Hirsch Einzelschuss die Goldmedaille und im Wettbewerb Laufender Hirsch Doppelschuss, ebenfalls mit der Mannschaft, die Silbermedaille.